# Sân vận động Quốc tế Faisal Al-Husseini
Sân vận động Quốc tế Faisal Al-Husseini là một sân vận động bóng đá nằm trên Đường Dahiat al'Barid ở Al-Ram, Jerusalem. Đây là sân nhà của đội tuyển bóng đá quốc gia Palestine. Sân được đặt theo tên của Faisal Husseini, một chính trị gia người Palestine đã qua đời vào năm 2001. Sân vận động có sức chứa 12.500 chỗ ngồi.

## Các trận đấu quốc tế của Palestine
Vào ngày 26 tháng 10 năm 2008, đội đã gặp Jordan trong trận đấu quốc tế đầu tiên trên sân nhà sau 10 năm là thành viên của FIFA. Trận đấu có sự tham dự của Chủ tịch FIFA Sepp Blatter và Thủ tướng Palestine Salam Fayyad. Vào ngày 29 tháng 10 năm 2009, đội tuyển bóng đá nữ quốc gia Palestine đã chơi trận đấu quốc tế đầu tiên trên sân nhà với Jordan trước khán giả tại sân vận động.
Vào ngày 9 tháng 3 năm 2011, Palestine "chơi trận đấu đầu tiên trên sân nhà ở Bờ Tây". Đó là trận lượt về vòng loại Thế vận hội Olympic 2012, với Thái Lan. Thái Lan đã thắng trận lượt đi với tỉ số 1–0 tại Bangkok; Palestine giành chiến thắng lượt về với tỷ số 1–0 tại sân vận động này, với bàn thắng của Abdelhamid Abuhabib ở phút 43. Tỷ số hòa dẫn đến loạt sút luân lưu, và Thái Lan đã giành chiến thắng với tỉ số 6–5. Trận đấu có sự tham dự của Thủ tướng Fayyad, người đã mô tả đây là một "ngày lịch sử".
| Palestine         | 1–0 (tổng tỷ số 1–1) | Thái Lan |
| ----------------- | -------------------- | -------- |
| Abuhabib 43'      |                      |          |
| Loạt sút luân lưu |                      |          |
|                   | 5–6                  |          |

Vào ngày 3 tháng 7 năm 2011, sân vận động đã tổ chức "trận đấu World Cup đầu tiên được chơi trên sân nhà trong các vùng lãnh thổ của Palestine". Đây là trận lượt về của cuộc chạm trán hai lượt với Afghanistan, trong khuôn khổ vòng loại đầu tiên của khu vực châu Á cho Giải vô địch bóng đá thế giới 2014. Trận đấu có kết quả hòa, tạo điều kiện cho Palestine tiến vào vòng hai. Afghanistan đã bị loại.
| Palestine | 1–1    | Afghanistan |
| --------- | ------ | ----------- |
| Wadi 12'  | Report | Arezou 63'  |